# Samuel H. Aronson
Samuel H. Aronson (Huntington, 14 de mayo de 1942) es un físico estadounidense. Fue presidente de la Sociedad Estadounidense de Física en 2015 y también director del Laboratorio Nacional Brookhaven de 2006 a 2012.

## Biografía
Nació en Huntington, Nueva York. Obtuvo una licenciatura en física por la Universidad de Columbia en 1964 y un doctorado en física por la Universidad de Princeton en 1968.
Después de graduarse, trabajó en el Instituto Enrico Fermi como investigador asociado hasta 1972. Más tarde se unió a la Universidad de Wisconsin-Madison y estuvo hasta 1977 antes de unirse al departamento de aceleradores del Laboratorio Nacional Brookhaven (BNL) como físico asociado. Se trasladó al departamento de física del laboratorio en 1982, se convirtió en presidente asociado del departamento en 1987 y luego en vicepresidente en 1988.
En 1991, se convirtió en director del proyecto del detector PHENIX, supervisando la construcción del Colisionador Relativista de Iones Pesados. Se convirtió en director del departamento de física del laboratorio en 2001. Se convirtió en director asociado del laboratorio de física nuclear y de partículas en 2005 y fue nombrado director en 2006.
En 2013, se convirtió en director del Centro de Investigación RIKEN BNL. Se desempeñó como vicepresidente de la Sociedad Estadounidense de Física en 2013 y se convirtió en presidente en 2015.
Fue nombrado científico emérito senior del BNL en 2017. Es Secretario del Consorcio Nacional de I+D de Eólica Marina. Es miembro de la Sociedad Estadounidense de Física y de la Asociación Estadounidense para el Avance de la Ciencia.